# Савеево
Савеево — деревня  в  Смоленской области России,  в Рославльском районе. Расположена в южной части области  в 42 к северо-востоку от Рославля, в 8 км к северу от Десногорска и в 10 км к северу от автодороги   А101 Москва — Варшава («Старая Польская» или «Варшавка»). Население — 325 жителей (2007 год). Административный центр Савеевского сельского поселения.

## Достопримечательности
- Скульптура на братской могиле 811 воинов Советской Армии, погибших в 1941 - 1943 гг.